# نامه باست
نامه باست (به انگلیسی: Bassett Letter) نامه ای بود به تاریخ ۸ فوریه ۱۹۱۸ که دولت بریتانیا به حسین بن علی، شریف مکه، در پی درخواست حسین برای توضیح در مورد قرارداد سایکس-پیکو خطاب به او نوشت. این پیام توسط سرهنگ باست، مأمور موقت بریتانیا در جده، که پیام را از طریق تلگرام از وزارت خارجه لندن دریافت کرده بود، ارسال شد.
در این نامه انتشار قرارداد سایکس-پیکو به عنوان تلاشی از سوی امپراتوری عثمانی برای ایجاد بی‌اعتمادی بین اعراب و بریتانیا در جریان شورش اعراب رد شد.
این یک پیام رسمی برای حمایت از تلگرافی بود که چند روز قبل از آن توسط رجینالد وینگیت، کمیسر عالی مصر برای حسین ارسال شده بود. در مقدمه نامه باست اشاره شد که وینگیت ارسال نامه را هدایت کرده‌است.

## نامه
نامه به زبان عربی نوشته شد. ترجمه ای انگلیسی در سال ۱۹۳۸ در کتاب بیداری عربی منتشر شد که به موجب آن نویسنده آن، جورج آنتونیوس، خاطرنشان کرد که متن نامه اصلی «اغلب در مطبوعات عربی به صورت فکس از یک نسخه فتوکپی ارائه شده توسط شاه حسین منتشر شده‌است».
انگیزه‌های وفاداری که اعلیحضرت را بر آن داشته تا نامه‌هایی را که فرمانده کل ترکیه در سوریه خطاب به اعلیحضرت امیرفیصل و جعفر پاشا خطاب کرده‌است، به کمیساریای عالی بفرستد، موجب رضایت بیشتر دولت اعلیحضرت شده‌است. گام‌هایی که جناب‌عالی در این رابطه برداشته اند، نشانه دوستی و صمیمیت محکم و متقابلی است که همواره مشوق روابط دولت حجاز و دولت اعلیحضرت بوده‌است. واضحاً هدف ترکیه ایجاد شک و شبهه بین نیروهای متفقین و آن دسته از اعراب است که تحت رهبری و هدایت اعلیحضرت نجیبانه برای بازیابی آزادی باستانی خود تلاش می‌کنند. سیاست ترکیه ایجاد اختلاف از طریق اغوا کردن اعراب به این باور است که قدرت‌های متفقین نقشه‌هایی در مورد کشورهای عربی دارند و به متفقین نشان می‌دهد که اعراب ممکن است از آرزوهای خود دست بکشند. اما چنین دسیسه‌هایی نمی‌توانند در ایجاد اختلاف در میان کسانی که ذهنشان با هدفی مشترک به سوی یک هدف مشترک هدایت می‌شود، موفق شوند. دولت اعلیحضرت و متحدان آنها در هر هدفی که هدف آن آزادی ملت‌های تحت ستم است، استوار ایستاده‌اند و مصمم هستند که در کنار ملت‌های عرب در مبارزه آنها برای ایجاد جهان عرب که در آن قانون جایگزین بی عدالتی عثمانی شود، بایستند. که بر رقابت‌هایی که به‌طور مصنوعی توسط سیاست مقامات ترکیه تحریک می‌شود، غلبه خواهد کرد. دولت اعلیحضرت بار دیگر بر عهد سابق خود در رابطه با آزادی خلق‌های عرب تأکید می‌کند. دولت اعلیحضرت تاکنون سیاست خود را تضمین این آزادی قرار داده‌است، و این همان سیاستی است که آنها مصمم هستند با محافظت از اعراب که قبلاً از همه خطرات و خطرات رهایی یافته‌اند و با کمک به کسانی که هنوز در زیر یوغ هستند، دنبال کنند. ظالمان برای به دست آوردن آزادی خود 

## کتابشناسی - فهرست کتب
- Antonius, George (1938). The Arab Awakening: The Story of the Arab National Movement. Hamish Hamilton. ISBN 978-0-7103-0673-9.
- Margaret Pope (1946). "The Bassett Letter". ABC of the Arab world. The Socialist Book Centre Ltd.
- Steve Posner (1 November 1987). Israel Undercover. Syracuse University Press. pp. 140–. ISBN 978-0-8156-5203-8.
- Rom Landau (16 October 2013). Islam and the Arabs. Routledge. pp. 243–. ISBN 978-1-134-53671-9.